# Monovibrante retroflessa sorda
La monovibrante retroflessa sorda è un suono consonantico che è stato segnalato come realizzazione dialettale di /ʂ/ nella lingua Dhivehi. Il simbolo dell'alfabeto fonetico internazionale che rappresenta questo suono è ⟨ ɽ̊ ⟩.

## Caratteristiche
- il suo modo di articolazione è monovibrante, perché questo fono è dovuto a una debole occlusione del canale orale (la bocca), subito interrotta;
- Il suo luogo di articolazione è retroflesso, perché nel pronunciare tale suono la punta della lingua si flette all'indietro toccando il palato.
- è una consonante sorda, in quanto questo suono è prodotto solo dal sibilare dell'aria e non dalle corde vocali.

## Occorrenza
| idioma    | idioma                  | Parola | AFI     | Significato | Appunti                                                                                               |
| --------- | ----------------------- | ------ | ------- | ----------- | --- |
| Dhivehi   | Alcuni dialetti         |        |         |             | Forse una Vibrante retroflessa sorda per cambiarlo. Corrisponde a /ʂ/ in altri dialetti.              |
| Norvegese | dialetto di selbu       | mølk   | [mœɽ̊k]  | 'Latte'     | Allofono raro di /ɽ/ prima di k y p.                                                                  |
| svedese   | Dialetto d'Ångermanland | mjölk  | [mi̯ɔɽ̊k] | 'latte'     | Pronuncia retroflessa di /l/ prima di k e p, sempre sorda nei dialetti dell'Ångermanland occidentale. |